# 엄친아
엄친아는 '엄마의 친구의 아들' 또는 '엄마 친구 아들'의 줄임말로 대한민국에서 유행하는 용어이다. 고정된 의미는 없으나 주로 여러 가지 조건을 갖춘 완벽한 남자의 은유로 사용된다. 사용 빈도가 늘어나면서 점차 일반 명사화되었다.

## 관련 서적
- 엄마 친구 아들: 실제로 존재하지는 않으나, 엄친아를 부모의 욕심이 만들어 낸 대상[1]이라고 정의하고 있다. ISBN 8972889342